# Гарнич, Николай Фёдорович
Николай Федорович Гарнич (6 января 1901, Санкт-Петербург — 18 ноября 1961, Москва) —  советский военачальник (с 07.10.1943 — генерал-майор) и военный историк.

## Биография
Родился в городе Санкт-Петербург. Русский.

### Революция и Гражданская война
В мае 1917 года вступил Российскую социал-демократическую рабочую партию (большевиков) (РСДРП(б)).
С сентября 1917 года Гарнич состоял рядовым бойцом в отряде Красной гвардии в Петрограде.
Принимал участие во взятии Зимнего дворца.
Участвовал в походе в Финляндию, где воевал против войск генерала К. Г.-Э. Маннергейма
В феврале 1918 года Гарнич записался в Красную армию и служил красноармейцем в боевом отряде Петросовета 2-го подрайона. В мае был направлен на Уральский фронт, где с августа назначен командиром 1-й коммунистической Петроградской авто-самокатной роты 30-й стрелковой дивизии, которой командовал В.К. Блюхер. Воевал против войск адмирала А. В. Колчака на красноуфимском и кунгурском направлениях, под городами Красноуфимск и Пермь.
В январе — марте 1919 года после контузии находился в госпитале, затем назначен военкомом штаба 2-й Таращанской бригады в 1-ю Украинскую советскую дивизию под командованием Н.А. Щорса. С августа исполнял должность комиссара этой бригады. Воевал против петлюровцев под Проскуровом и Жмеринкой, а также с польскими легионерами, наступавшими на Новоград-Волынский, Сарны, Житомир и Коростень.
С октября 1919 по апрель 1920 года учился в Высшей школе штабной службы РККА в Москве. После её окончания направлен в 57-ю стрелковую дивизию на Западный фронт и воевал с ней против белополяков старшим помощником начальника штаба по оперативной части, военкомом штаба дивизии, начальником разведки 169-й бригады.
20 августа 1920 года после разгрома дивизии был захвачен в плен и отконвоирован в Варшаву. С 20 октября находился в лагере военнопленных под Краковом. 11 апреля 1921 года на станции Негорелая по обмену военнопленными освобожден и по прибытии на родину назначен инспектором Инспекции Политуправления Республики.
В том же году участвовал в подавлении восстания А. С. Антонова в Тамбовской губернии.

### Межвоенный период
С февраля 1922 года  занимал должность комиссара Управления снабжения артиллерии особого назначения РККА, а с апреля был комиссаром Воздушного флота ПВО Петрограда и в Высшей теоретической школе авиации в городе Егорьевск. С января 1923 года находился на оперативной работе в ОГПУ в Москве и в Карелии.
В 1924 году закончил административно-финансовый цикл факультета общественных наук и в 1927 году экстерном факультет советского права 1-го Московского государственного университета.
С июня 1932 года был помощником начальника 3-го отдела Главного управления лагерей НКВД, с января 1933 года — помощником начальника Беломоро-Балтийского лагеря НКВД.
С августа 1933 года — слушатель особого факультета Военной академии РККА им. М. В. Фрунзе. В ноябре 1935 года окончил её и был назначен командиром и комиссаром 5-го Донского мотомеханизированного отдельного полка НКВД.
В декабре 1938 года переведен на преподавательскую работу в Военную академию РККА им. М. В. Фрунзе и назначен преподавателем кафедры истории военного искусства.
С декабря 1939 года по 1941-й год учился в Академии Генштаба Красной армии им. К. Е. Ворошилова.

### Великая Отечественная война
С началом  войны полковник  Гарнич 2 июля 1941 года назначается командиром 14-й стрелковой дивизии народного ополчения Первомайского района  Москвы, затем через неделю переводится командиром 269-й стрелковой дивизии, формировавшейся в районе городе Коломна. С 5 по 16 августа 1941 года дивизия была передислоцирована в район Брянска и с 16 августа включена в 3-ю армию, входившую в состав Центрального фронта (с 25 августа — Брянского фронта). 21 августа она была выдвинута в район города Почеп и 25 августа приняла первый бой. 27 августа 1941 года, находясь на НП 1018-го стрелкового полка, полковник  Гарнич был тяжело контужен и эвакуирован в госпиталь.
После выздоровления 8 сентября он допущен к командованию 148-й стрелковой дивизией. 17 сентября  Гарнич отстранен от исполнения должности и выведен в распоряжение Военных советов 3-й армии.
В ходе начавшейся Орловско-Брянской оборонительной операции в начале октября он назначается начальником гарнизона города Карачев. 5 октября во время уличных боев за город, выполняя приказ заместителя командующего войсками фронта генерал-лейтенанта М. А. Рейтера, взорвал занятый противником фронтовой склад ГСМ, получив при этом контузию, после чего был эвакуирован в тыл.
В начале февраля 1942 года  зачислен в распоряжение Военного совета МВО, затем назначен врид заместителя начальника группы офицеров Генштаба Красной армии. С апреля исполнял должность начальника оперативного отдела и заместителя начальника штаба 41-й, а с 10 мая — 3-й резервной армий.
В июне 1942 года вновь направлен в распоряжение Генштаба Красной армии, где проходил службу старшим офицером при штабе 24-й армии. В этой должности участвовал в Сталинградской битве на Сталинградском и Донском фронтах.
С февраля 1943 года переведен старшим офицером Генштаба при штабе Северо-Кавказского фронта. Участвовал в Северо-Кавказской и Краснодарской наступательных операциях.
С июля 1943 года исполнял должность старшего офицера и представителя Генштаба при штабе Западного фронта.
В мае 1944 года генерал-майор Гарнич направлен в распоряжение Военного совета 1-го	 Белорусского фронта и с 18 июня допущен к исполнению должности начальника оперативного отдела штаба 3-й армии. С 5 июля армия входила в состав 2-го Белорусского фронта и участвовала в Белорусской, Минской и Белостокской наступательных операциях.
С сентября Гарнич был врид заместителя начальника и начальника оперативного управления штаба 2-го Белорусского фронта.
С января 1945 года и до конца войны служил начальником штаба 50-й армии. В составе войск 2-го, а с 11 февраля — 3-го Белорусских фронтов участвовал в Восточно-Прусской наступательной операции, в штурме Кенигсберга и выходе на побережье залива Фришес-Хафф.

### Послевоенная карьера
После войны с 30 июля по декабрь 1945 года находился на лечении по болезни и в распоряжении ГУК НКО, затем был назначен старшим преподавателем кафедры истории военного искусства Высшей военной академии им. К. Е. Ворошилова.
2 марта 1951 года уволен в отставку по болезни.
На протяжении своей жизни активно занимался исследованием истории Отечественной войны 1812 года, автор целого ряда монографий и книг по военной истории, в том числе: «Осьмнадцатый» (1932), «Таращанцы» (1933), «Батько Боженко» (1933), «Бородинское сражение» (1949, стенограмма лекции, прочитанной 7.9.1948 г.), «Отечественная война 1812 года» (1951), «Штурм Измаила» (1952), «1812 год» (1956).
Умер 18 ноября 1961 года, похоронен в Москве на Новодевичьем кладбище (Колумбарий, 121 секция)

## Награды[4]
- орден Ленина (21.02.1945)
- шесть орденов Красного Знамени (20.02.1928, 03.07.1943, 14.09.1944, 03.11.1944, 29.06.1945, 06.11.1947)
- орден Суворова II степени (19.05.1945)
- два ордена Отечественной войны I степени (17.05.1943, 21.02.1945)
- Медали СССР в т.ч:
  - «XX лет Рабоче-Крестьянской Красной Армии»
  - «За оборону Москвы»
  - «За оборону Сталинграда»
  - «За оборону Кавказа»
  - «За победу над Германией в Великой Отечественной войне 1941—1945 гг.»
  - «За взятие Кенигсберга»
  - «За доблестный труд в Великой Отечественной войне 1941—1945 гг.»

Приказы (благодарности) Верховного Главнокомандующего в которых отмечен Н. Ф. Гарнич
- За овладение штурмом городами Вормдитт и Мельзак — важными узлами коммуникаций и сильными опорными пунктами обороны немцев. 17 февраля 1945 года. № 282.
- За овладение штурмом крепостью и главным городом Восточной Пруссии Кёнигсберг — стратегически важным узлом обороны немцев на Балтийском море. 9 апреля 1945 года. № 333